# 中华沙参
中华沙参（学名：Adenophora sinensis）为桔梗科沙参属的植物，是中国的特有植物。分布在中国大陆的福建、安徽、江西、广东、湖南等地，生长于海拔1,200米的地区，见于河边草丛及灌丛中，目前尚未由人工引种栽培。
其种加词“sinensis”意为“中华的”。

## 异名
- Adenophora polymorpha var. sinensis (A.DC.) Pamp.
- Adenophora sinensis var. glabra A.DC.
- Campanula sinensis D.Dietr.